# 別所就治
別所就治（1502年－1563年）是日本戰國時代武將。播磨國人別所氏當主。別所則治的孫（或者兒子）。兒子有安治、重棟、吉親。女兒是淡河定範之妻。別名是村治、重治。官位是大藏大輔。

## 生平
別所氏是赤松氏的一族，但是在則治一代則突然成為赤松政則的重臣等，經歴上有很多謎團。則治被提拔為東播磨的守護代，此前一直與在赤松家中有很大勢力的依藤氏鬥爭。一說指就治是則治的兒子，或者是則治的兒子別所則定（早逝）的兒子。
最初在赤松氏之下並領有三木城，但是在主家衰退時擴大勢力，之後成為戰國大名並獨立。在同樣從赤松氏之下獨立的浦上村宗與細川高國連結並逼向東播磨時，就治與柳本賢治結盟並與浦上氏對抗，與浦上氏方的依藤氏戰鬥，但是因為賢治在陣中死去（可能是暗殺）而被浦上氏擊敗並失去三木城，不過後來大物崩時高國和村宗被消滅而復歸。後來亦擊退尼子晴久的侵攻，但是被與有馬重則結盟的三好長慶壓倒，於是與其停戰。在晩年壓倒依藤氏而確保東播磨的霸權，建立起別所氏的最盛時期。
弘治2年（1556年）把家督讓給長男安治。永祿6年（1563年）死去。享年62歲。